# 布澤烏河畔瓦馬鄉

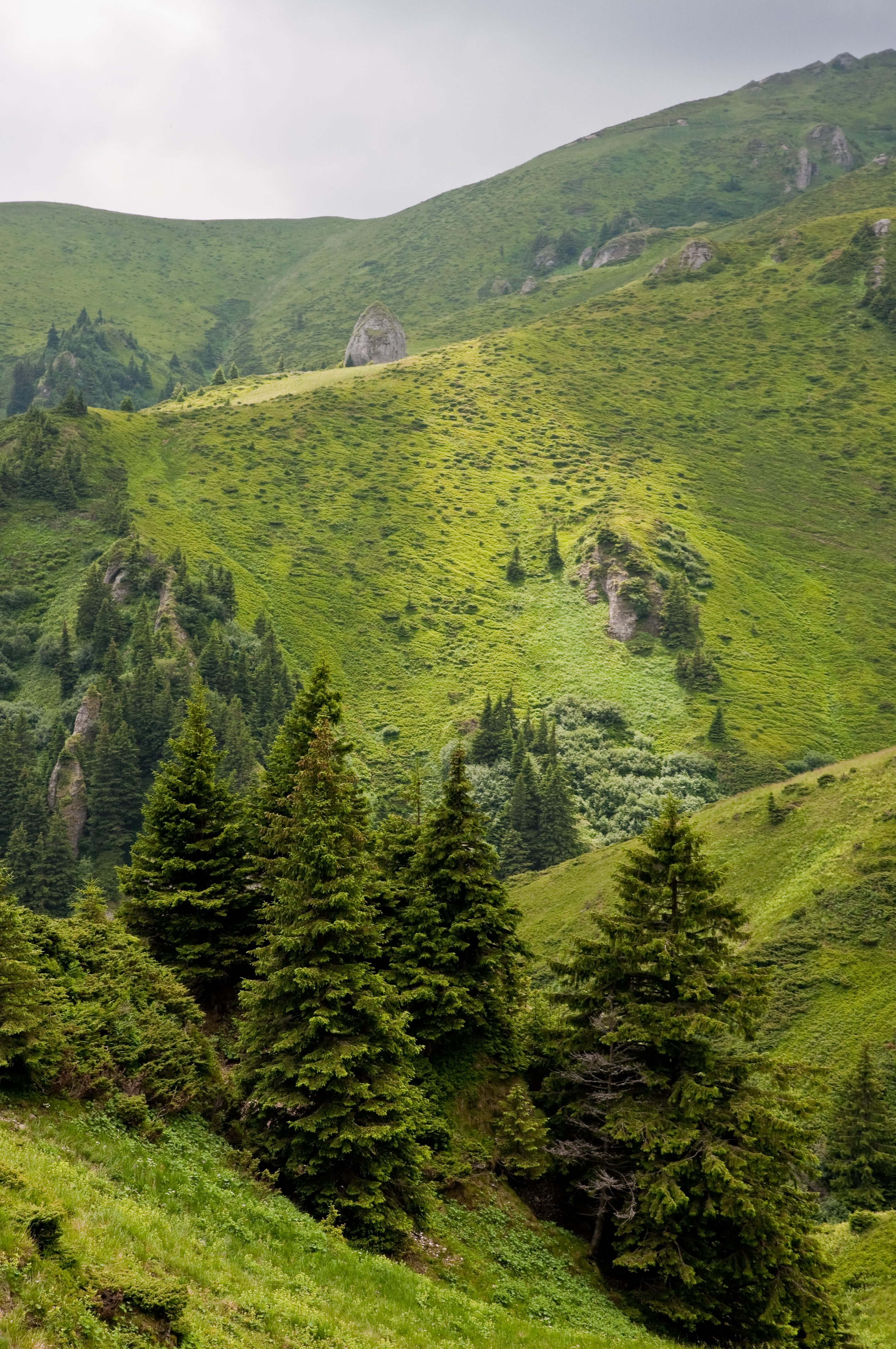

45°35′N 25°59′E / 45.583°N 25.983°E
布澤烏河畔瓦馬鄉（羅馬尼亞語：Comuna Vama Buzăului, Brașov），是羅馬尼亞的鄉份，位於該國中部，由布拉索夫縣負責管轄，面積157平方公里，海拔高度847米，2007年人口3,321，人口密度每平方公里21人。